# Anastasia: Adventures with Pooka and Bartok
Anastasia: Adventures with Pooka and Bartok è un videogioco sviluppato da Fox Interactive e basato sul film d'animazione Anastasia (1997).

## Trama
Anastasia, ultima discendente della caduta dinastia reale dei Romanov, intraprende un viaggio verso Parigi nel tentativo di ritrovare la sua famiglia, persa a causa della Rivoluzione Russa. Insieme al suo cagnolino Pooka, Anastasia dovrà superare i pericoli e gli ostacoli posti sul suo cammino dal malvagio monaco Rasputin, uomo senza scrupoli che vuole sterminare tutta la stirpe dei Romanov e che ha venduto la sua anima al diavolo in cambio di poteri sovrumani per fare ciò, e dal suo assistente Bartok, un pipistrello albino un po' ingenuo.

## Modalità di gioco
Il gioco si pone come un'avventura dinamica basata su enigmi e puzzle che il giocatore, impersonando il cucciolo Pooka, deve superare per evitare le trappole di Bartok e gli scagnozzi di Rasputin e aiutare Anastasia a lasciare la Russia per raggiungere Parigi.  
La storia si snoda attraverso cinque livelli, basati sulle ambientazioni del film: San Pietroburgo, il palazzo di Carskoe Selo, il treno, la nave e Parigi. In ognuno di questi Pooka ha dei compiti specifici da portare a termine, che spaziano dal chiedere aiuto a Dimitri per i passaporti all'aiutare una Prima Ballerina a ritrovare le sue speciali scarpette per il balletto. Se Pooka viene catturato dai seguaci di Rasputin verrà trasportato negli inferi dove dovrà superare delle ulteriori sfide per scappare, pena la fine del gioco.
Nel corso dall'avventura, tra un livello e l'altro, si potranno leggere e ascoltare i pensieri e i resoconti di quanto accaduto annotati nel diario personale di Anastasia. La sua voce originale è dell'attrice americana Meg Ryan, la quale doppia Anastasia anche nel film.
Una volta completato il gioco, si sbloccheranno dei filmati e delle immagini tratte direttamente dal film.

## Accoglienza
Il gioco ha ricevuto critiche molto negative: nonostante la grafica di qualità, i controlli sono pessimi, rendendo lo spostamento fra gli scenari molto difficoltoso e il gioco estremamente frustrante. L'interazione fra i personaggi è quasi del tutto nulla; i protagonisti del film appariranno quasi esclusivamente nel diario di Anastasia, tranne per Bartok che commenterà le situazioni nel corso del gioco e una breve apparizione di Dimitri nei primi livelli. Inoltre la longevità è scarsissima, richiedendo pochissime ore per il completamento dell'avventura a causa dell'estrema semplicità dei puzzle.